# Togölen (Kisa socken, Östergötland)
Togölen är en sjö i Kinda kommun i Östergötland och ingår i Motala ströms huvudavrinningsområde.